# Gintarė Skaistė
Gintarė Skaistė (ur. 4 sierpnia 1981 w Kownie) – litewska ekonomistka, polityk i samorządowiec, posłanka na Sejm Republiki Litewskiej, w latach 2020–2024 minister finansów.

## Życiorys
W 2010 uzyskała licencjat z ekonomii na Uniwersytecie Technicznym w Kownie, a w 2011 magisterium z tej dziedziny na Uniwersytecie Michała Römera. Odbywała staże na Uniwersytecie Cypryjskim (2013) i na Universidad de La Coruña (2014). W 2016 doktoryzowała się w zakresie nauk ekonomicznych. Od 2000 pracowała jako menedżer do spraw sprzedaży w prywatnym przedsiębiorstwie UAB „Tesuma”. W 2005 wstąpiła do organizacji Atlanto sutarties Lietuvos bendrija (LATA), zajmującej się promowaniem idei NATO na Litwie; w latach 2010–2012 sprawowała funkcję jego przewodniczącej. W 2010 uzyskała członkostwo w Związku Strzelców Litewskich. W 2013 za kierowanie pojazdem w stanie nietrzeźwości została ukarana grzywną i rocznym zakazem prowadzenia pojazdów.
Od 2004 należała do konserwatywnej młodzieżówki. W 2005 dołączyła do Związku Ojczyzny. W latach 2007–2016 zasiadała w radzie miejskiej Kowna, przez rok pełniła funkcję przewodniczącej klubu radnych swojego ugrupowania. W wyborach parlamentarnych w 2016 uzyskała mandat posłanki na Sejm. Z powodzeniem ubiegała się o poselską reelekcję w 2020 i 2024.
11 grudnia 2020 objęła urząd ministra finansów w nowo powołanym rządzie Ingridy Šimonytė. Stanowisko to zajmowała do 12 grudnia 2024.

## Życie prywatne
Zamężna, dwoje dzieci. Jej mąż Audrius Skaistys był przedstawicielem rządu w okręgu wileńskim.

## Odznaczenia
- Krzyż Oficerski Orderu Zasługi Cywilnej (Hiszpania, 2020)[8]